# Hans Nicolai Nissen
Hans Nicolai Nissen (født 17. juli 1755 i Tjørnelunde, død 22. december 1815 i København) var en dansk retskyndig.
Han var søn af kommunitetsforvalter og skriver ved Antvorskov Birk, kancelliråd Christian Ditlev Nissen og Cecilie Kirstine f. Lind, dimitteredes 1770 fra Slagelse Skole, tog 1780 juridisk eksamen og blev 1783 professor i lovkyndighed ved Sorø Akademi, 1790 tillige vicelandsdommer i Sjælland og Møn, 1791 desuden landstingshører og -skriver, 1808 etatsråd. Under den engelske invasion 1807 forrettede han felt-generalauditørs tjeneste og fungerede 1808-10 som medlem af den da etablerede Overkriminalret i Odense uden at ønske nogen godtgørelse for disse hverv. Desuden var han i mange år forligelseskommissær og landvæsenskommissær. Nissen har, foruden taler og programmer, udgivet adskillige bind landstingsefterretninger, domssamlinger o. lign.; de af ham selv affattede domme ansås for mønstre på, hvorledes domme skulle skrives.
Gift 8. april 1785 med Anna Sophie Top (24. marts 1765 – 25. oktober 1855), datter af deputeret i Admiralitets- og Kommissariatskollegiet, etatsråd Hans Pedersen Top og Maria Dorothea f. Brügmann.